# Джарарик
Джарарик (узб. Jarariq, Жарариқ) — міське селище в Узбекистані, у Гузарському районі Кашкадар'їнської області.
Статус міського селища з 2009 року.